# Alamitophis
Alamitophis is een geslacht van uitgestorven slangen uit de familie Madtsoiidae, die tijdens het Laat-Krijt tot Vroeg-Eoceen in Zuid-Amerika en Australië leefden.

## Fossiele vondsten
Er zijn drie soorten beschreven. Typesoort Alamitophis argentinus werd in 1986 beschreven met als genoholotype MACN-RN 27, een reeks ruggenwervels. Deze soort leefde tijdens het Laat-Krijt en is bekend van fossiele vondsten uit de La Colonia- en Los Alamitos-formaties in Argentinië. A. elongatus is eveneens bekend uit het Laat-Krijt van Argentinië met fossielen in de Allen-formatie. 
A. tingamarra werd in 2005 beschreven met als holotype QMF 19729, een ruggenwervel. De soort is vernoemd naar de Tingamarra Fauna van de Murgon Fossil Site in de Australische deelstaat Queensland. A. tingamarra leefde tijdens het Vroeg-Eoceen. In de Murgon Fossil Site zijn ook fossielen gevonden van de verwanten Patagoniophis en Madtsoia. 
Aan het einde van het Krijt en het begin van het Cenozoïcum waren Zuid-Amerika en Australië via Antarctica met elkaar verbonden als restant van het voormalige supercontinent Gondwana, want het voorkomen op beide continenten van Alamitophis en zijn verwanten verklaard.

## Kenmerken
De lengte van Alamitophis wordt geschat op tachtig centimeter. De slang voedde zich waarschijnlijk met kikkers, hagedissen en kleine zoogdieren. 